# Jos Koop
Jos Koop (Delft, 16 augustus 1988) is een Nederlands wielrenner.

## Carrière
In november 2015 won Koop de tweede etappe in de Ronde van Borneo, door Andris Smirnovs en Harrif Saleh voor te blijven in de massasprint. De puntentrui die hij daaraan overhield raakte hij twee dagen later kwijt aan Saleh.
In september 2017 nam Koop namens een team van ProCyclingStats deel aan de Ronde van Ijen. Doordat hij tweemaal bij de beste tien renners eindigde schreef hij het puntenklassement op zijn naam, met een voorsprong van vijf punten op Mathew Zenovich.
In april 2022 kwam Koop als tweede over de finish in Amerongen tijdens de 1950km lange Race Around the Netherlands.

## Overwinningen
2015
2e etappe Ronde van Borneo
9e etappe Ronde van het Poyangmeer
2017
Punteklassement Ronde van Ijen
2018
7e etappe Ronde van Senegal

## Ploegen
- 2015 –  CCN Cycling Team (vanaf 1-10)
- 2016 –  Start Vaxes-Partizan Cycling Team (vanaf 25-10)